# Jules Boykoff
Jules Boykoff (Madison, 11 de setembre de 1970) és un politòleg, poeta i exfutbolista estatunidenc. La seva recerca acadèmica es centra en les polítiques dels Jocs Olímpics, la vigilància dels moviments socials i la dissidència política, i la influència dels mitjans de comunicació de masses en la política dels Estats Units pel que fa a qüestions relacionades amb el canvi climàtic.
Boykoff ha escrit articles a The New York Times, The Guardian, The Washington Post, Los Angeles Times, i Jacobin, i ha aparegut a la BBC, CNN, NPR, CBC Television, CTV Television Network i Democracy Now!.

## Trajectòria
Com a futbolista, Boykoff va jugar dos anys a la Universitat de Wisconsin abans de passar a la Universitat de Portland. Després de graduar-se, va ser seleccionat el 1993 per l'equip de futbol indoor Portland Pride de la Continental Indoor Soccer League. També va jugar amb l'equip de la National Professional Soccer League Milwaukee Wave. En total va jugar quatre temporades com a professional.
Boykoff és actualment professor de Ciència Política i Gestió Pública a la Pacific University d'Oregon. Els anys 2007 i 2009, l'estudiantat el va seleccionar com a guanyador del premi Trombley a l'excel·lència docent. També va ocupar una posició de professor visitant al Whitman College de Walla Walla durant el curs escolar 2004-2005.
El novembre de 2006 va participar en la Convenció Marc sobre el Canvi Climàtic a Nairobi. A An Inconvenient Truth, Al Gore va citar el treball de Boykoff i el seu germà Maxwell Boykoff sobre la cobertura mediàtica als Estats Units de l'escalfament global. Boykoff també és coeditor de The Tangent, una revista política i artística, i dirigeix The Tangent Reading Series a Portland.

### Crítica als Jocs Olímpics
Boykoff és un dels noms més destacats del món acadèmic pel que fa a la crítica als Jocs Olímpics sobre qüestions com el sobrecost pressupostari (del 172 % de mitjana entre el 1960 i el 2020), la corrupció, la militarització de l'esfera pública i de la policia, la gentrificació i el rentat d'imatge verd. La seva recerca acadèmica va començar el 2009, quan va anar a Vancouver a instàncies de nombrosos activistes que afirmaven que els futurs Jocs Olímpics d'Hivern de 2010 estaven canviant la ciutat d'una manera que perjudicava la classe treballadora i que apartava encara més els qui hi vivien en la marginalitat. Essent a Vancouver va veure que les forces de seguretat feien servir els jocs olímpics perquè s'aprovessin lleis especials i armes que els havien de servir per a contenir la dissidència política quan el gran esdeveniment hagués passat, i com es suprimien drets amb l'única raó de salvaguardar els jocs.
Boykoff va viure a Londres abans i durant els Jocs Olímpics d'Estiu de 2012 i a Rio de Janeiro com a acadèmic del Programa Fulbright durant els preparatius per als Jocs Olímpics d'Estiu de 2016. El juliol de 2019 va entrevistar a dues dones a Tòquio que van ser desplaçades a la força pels Jocs Olímpics d'estiu de 1964 i els Jocs Olímpics d'estiu de 2020. El juny de 2021, Boykoff va debatre amb Dick Pound del Comitè Olímpic Internacional.

## Obra publicada

### Assaig
- The Suppression of Dissent: How the State and Mass Media Squelch USAmerican Social Movements: Routledge, 2006. ISBN 978-0415978101
- Beyond Bullets: The Suppression of Dissent in the United States: AK Press, 2007. ISBN 978-1904859598
- Landscapes of Dissent: Guerrilla Poetry & Public Space, co-authored by Kaia Sand: Palm Press, 2008. ISBN 978-0978926243
- Celebration Capitalism and the Olympic Games: Routledge, 2013. ISBN 9780415821971
- Activism and the Olympics: Dissent at the Games in Vancouver and London: Rutgers University Press, 2014. ISBN 978-0813562018
- Power Games: A Political History of the Olympics: Verso Books, 2016. ISBN 9781784780722
- NOlympians: Inside the Fight Against Capitalist Mega-Sports in Los Angeles, Tokyo and Beyond: Fernwood Publishing, 2020. ISBN 9781773632766

### Poesia
- Once Upon a Neoliberal Rocket Badge: Edge Books, 2006. ISBN 978-1890311216
- The Slow Motion Underneath (Hot Dream), amb Jim Dine: Steidl, 2009. ISBN 9783865216939
- Hegemonic Love Potion: Factory School, 2009. ISBN 978-1600010620
- Fireworks: Tinfish Press, 2018. ISBN 978-0998743875